# Samdok
Samdok (ze švédského samtids dokumentation, česky dokumentace současnosti) je projekt muzeologie na podporu aktivní dokumentace současnosti, vzniklý v 70. letech ve Švédsku. Má za úkol zdokumentovat co nejvíce sfér lidské činnosti a zároveň koordinovat činnost muzeí, aby se jejich dokumentace nějakým způsobem nepřekrývala.

## Historie vzniku
Počátky projektu sahají do roku 1967, kdy začali etnologové ze Švédska hovořit o problematice dokumentace současnosti. Posléze se myšlenka rozšířila na techniku a umění. V roce 1977 byly na konferenci ve Stockholmu ustanoveny tři pracovní skupiny, které vytvořily základ projektu. Došlo ke spojení všech odvětví v jednu organizaci – Samdok. Hlavní organizátorkou se stala Gunilla Cedreniusová.

## Systém organizace v Samdoku
Činnost byla organizována, aby nedocházelo k překrývání a dublování sběru materiálu v rámci několika oborů. Organizačně byla dokumentace rozdělena do 11 košů. Každá oblast (koš) má svůj výbor. Byly studovány vazby, na základě studie a výsledku byl předmět vybrán.
Oblasti (koše) rozdělení:
- domov
- veřejná správa
- služby
- komunikace
- obchod
- stavebnictví
- textil
- potraviny
- kovy, dřevo, papír
- lesnictví
- zemědělství

## Hlavní cíle dokumentace v rámci Samdoku
- podpora aktivní dokumentace současnosti
- rozšířit odpovědnost muzeí
- koordinovat činnost muzeí
- provádění dokumentace podrobným zkoumáním prostředí, ve vazbách na prostředí, kde se nachází
- zajištění správného pohledu na současnost
- zachování optimálního fondu do budoucna, ale s co nejmenšími náklady